# Década de 1020
Séculos: (Século X - Século XI - Século XII)
Décadas: 970 980 990 1000 1010 - 1020 - 1030 1040 1050 1060 1070
Anos: 1020 - 1021 - 1022 - 1023 - 1024 - 1025 - 1026 - 1027 - 1028 - 1029